# All the Best Cowboys Have Daddy Issues (Izgubljeni)
All the Best Cowboys Have Daddy Issues je jedanaesta epizoda prve sezone televizijske serije Izgubljeni. Režirao ju je Stephen Williams, a napisao Javier Grillo-Marxuach. Prvi puta se emitirala 8. prosinca 2004. godine na televizijskoj mreži ABC. U radnji koja se odvija prije dolaska na otok otkrivamo da je Jack Shephard odgovoran za otpust njegovog oca Christiana iz bolnice nakon što je operirao pijan. U radnji koja se odvija na otoku Jack i skupina preživjelih odlaze u potragu za dvoje otetih putnika s njihova leta - Charlie Pace i Claire Littleton.
Radnja prije otoka inspirirana je vlastitim iskustvima scenarista Grilla-Marxuacha odnosno njegovim odnosom s ocem; epizoda je prošla nekoliko scenarističkih zahvata i promjena od kojih je ona najveća bila da su se iz prve verzije scenarija izbrisala dva nova lika koja pomažu u pronalasku otetih kolega kako bi se prostor dao liku kojeg je publika već upoznala - Booneu Carlyleu. Epizodu All the Best Cowboys Have Daddy Issues gledalo je 18.88 milijuna Amerikanaca, a dobila je izrazito pozitivne kritike od kojih je posebno hvaljena bila scena u kojoj Jack spašava Charlieja. 

## Radnja

### Prije otoka
Jack Shephard (Matthew Fox) operira ženu i unatoč njegovim naporima da je spasi njegov otac Christian Shephard (John Terry) prisiljava ga da prestane i proglasi njezinu smrt. Kasnije se otkriva da je sve to bila zapravo Christianova operacija; Jacka je pozvala medicinska sestra nakon što je svima u sali postalo jasno da njegov otac operira pod teškim utjecajem alkohola. Christian pokušava zataškati cijeli slučaj i daje Jacku forumlar s operacije koji ovaj mora potpisati uz napomenu da će ga izbaciti iz bolnice ako bilo tko sazna da je bio pijan. 
Međutim, nedugo potom Jack saznaje da suprug umrle pacijentice tuži bolnicu. Jack i Christian odlaze na sastanak upravnog odbora kako bi obrazložili što je to krenulo po zlu tijekom operacije. Odbor otkriva da je preminula pacijentica bila trudna što Jack prije toga nije znao. Zaprepašten, on priznaje odboru da je Christian operirao pod utjecajem alkohola čime je direktno uticao na njezinu smrt. 

### Na otoku
Šesnaesti je dan nakon zrakoplovne nesreće, 7. listopada 2004. godine. Preživjeli koji se nalaze u pećinama upravo saznaju od Huga "Hurleyja" Reyesa (Jorge Garcia) da jedan od "preživjelih", Ethan Rom (William Mapother) zapravo nije dio njihove skupine, jer njegovog imena nije bilo na službenom popisu putnika avionske kompanije. Uz sve to, čini se da su Charlie Pace (Dominic Monaghan) i Claire Littleton (Emilie de Ravin) nestali. Jack i John Locke (Terry O'Quinn) u džungli pronalaze tri različita otiska stopala te shvate da je Ethan oteo Charlieja i Claire. Locke se odluči vratiti do pećina kako bi im još nekoliko ljudi pomoglo u lovu, a Jack nastavlja sam. Locke se vraća s Kate Austen (Evangeline Lilly) i Booneom Carlyleom (Ian Somerhalder) i oni se uskoro pridruže Jacku. Nakon što nađu zavoj kojeg je Charlie ostavio kao trag, grupa uskoro shvati da se otisci stopala razdvajaju. Locke ode s Booneom u jednom smjeru, a Jack i Kate odlaze u drugom.
Uskoro postaje jasno da su Jack i Kate na ispravnom tragu pogotovo kada nađu još nekoliko Charliejevih zavoja. Počne kišiti, a Jack čuje Claire kako vrišti. Uskoro ugleda i Ethana koji mu govori da će ubiti jednog od dvoje otetih ljudi ako ga ne prestanu pratiti. Njih dvojica se potuku, ali Ethan uspije svladati Jacka. Nakon što dođe k svijesti, Jack nastavlja potragu i pronalazi Charlieja koji visi s drveta. Kate ga spušta, a Jack mu daje umjetno disanje unatoč tome što Kate cijelo vrijeme kroz plač govori da je prekasno i da je Charlie već mrtav. Međutim, Jack ne odustaje i uskoro spasi Charlieja.
Pala je noć, a nakon što su se vratili u pećine Charlie govori Jacku da su "oni" htjeli samo Claire. U međuvremenu, Boone i Locke se još uvijek nalaze u džungli tražeći Charlieja i Claire. Boone u jednom trenutku odluči odustati i vratiti se u pećine. Kada mu Locke baci svjetiljku ona ispada Booneu i pada na metalnu površinu koja se nalazi u zemlji. Znatiželjni, obojica počnu čistiti blato oko metalne površine kako bi saznali o čemu se zapravo radi.

## Produkcija
Epizodu All the Best Cowboys Have Daddy Issues napisao je Javier Grillo-Marxuach. Tijekom pisanja epizode, scenarij je prošao nekoliko promjena. Radni naziv epizode bio je What It Takes. Međutim, scenarističkoj ekipi je taj naziv bio "loš". Tijekom pisanja Jackove prošlosti, Grillo-Marxuach je inspiraciju crpio iz vlastitih iskustava budući je i sam sin doktora. U originalnom scenariju zamišljeno je da Lockea kroz džunglu prate dva nova sporedna lika - Arthur i Sullivan. Međutim, kasnije se od toga odustalo i umjesto ta dva lika došao je Boone Carlyle; ovakav razvoj događaja kasnije će dovesti i do smrti tog lika u epizodi Do No Harm. Ideja o metalnoj površini u zemlji, koja će u kasnijim sezonama postati poznata kao "okno", došla je dok su producenti razrađivali kompletnu priču sezone. Otkrivanje okna trebalo se dogoditi ranije u samoj epizodi, ali je pomaknuto na sam kraj radi što uzbudljivijeg završetka epizode.
U originalnom scenariju epizode, Jack i Kate trebali su biti napadnuti od strane Drugih - originalnih naseljenika otoka, ali na kraju je to izbačeno, jer je izvršni producent Damon Lindelof smatrao napad "prejeftinim". Scenarist Grillo-Marxuach opisao je "histerično davanje umjetnog disanja" kao "najveći klišej koji može postojati", ali nadodao je da "devetero ljudi koji su pisali scenarije u to vrijeme jednoglasno su odlučili da smo svi to zaslužili."
Scenu tučnjave između Jacka i Ethana glumci su sami odradili. Također im je dana i sloboda odlučivanja kako će cijela tučnjava izgledati. Međutim, koordinator tih scena Michael Vendrell želio je da Ethan bude "što divlji; bez škole za tučnjavu, karatea i kung-fua". Prije nego što se snimala scena u kojoj Jack pronađe Charlieja na drvetu, redatelj epizode Stephen Williams tražio je prikladnu lokaciju i pronašao "nešto što je izgledalo kao katedrala" zbog izgleda drveća između kojeg je Charlie visio. Glumac Monaghan bio je postavljen na kablove četiri do pet punih sati. Kasnije je opisao scenu: "Stavili su me na drvo i objesili. Ja sam samo opustio svoje tijelo. Pokušao sam zaspati, opustiti se. Kada se cijela scena događala, kada su me maknuli s drveta, kada me Matthew Fox pokušao oživjeti, kada je Evangeline Lilly plakala, zbilja nisam čuo ništa od toga. Bio sam u polumeditativnom stanju; ali opet dovoljno pribran da osjetim kad me netko udara po prsima."

## Gledanost i kritike
Epizodu All the Best Cowboys Have Daddy Issues gledalo je 18.88 milijuna Amerikanaca što ju je postavilo na šesto mjesto najgledanijih programa tog tjedna. Epizoda je također označila i poboljšanje od 1.7 milijuna više gledatelja nego što ih se okupilo na prethodnoj epizodi - Raised by Another. U Ujedinjenom Kraljevstvu epizodu je gledalo 3.76 milijuna ljudi. Bio je to drugi najgledaniji program tog tjedna na kanalu Channel 4.
Kritike epizode bile su uglavnom pozitivne. Chris Carabott iz IGN-a dao joj je ocjenu 9/10 nazvavši je "pravim povratkom u formu" uz "dovoljnu dozu uzbudljivih i emotivnih trenutaka" koje su samo epizodu učinile jednom od najboljih cijele sezone. Carabott je također komentirao i radnju koja se događa prije dolaska na otok: "Gledatelji zapravo ne nauče ništa novo o Jacku i njegovoj osobnosti, ali glumac Fox je odradio fantastičan posao u sceni u kojoj otkriva da je njegov otac operirao ženu pod utjecajem alkohola". Također je hvalio i scenu u kojoj Jack pokušava spasiti Charlieja: "Sjećam se da sam prvi put kad sam gledao epizodu zbilja bio uvjeren da su ubili lik Charlieja. I premda sam u svom drugom gledanju znao ishod, svejedno je to bila teška scena za gledanje". Nadodao je: "Nakon što ga Jack napokon spasi, morate nešto osjećati prema Charlieju zbog toga što znate da on nije zadovoljan sobom, jer je razočarao Claire". U drugom članku IGN-a epizoda All the Best Cowboys Have Daddy Issues postavljena je na 33. mjesto najboljih nastavaka serije Izgubljeni.
Todd VanDerWerff iz Los Angeles Timesa postavio je epizodu na 79. mjesto najboljih kompletne serije te ju opisao kao "uzbudljivu", ali da je od tada "serija radila slične stvari puno bolje". Whitney Pastorek iz Entertainment Weeklyja nije marila za Jackovu prošlost, ali je komentirala scenu kada Jack spašava Charlieja istaknuvši: "Premda sam znala da Charlie neće umrijeti, svejedno sam zaplakala. I upravo je to razlog zašto ova je ova serija uspjela: kada se rasplačeš nad scenom za koju znaš kako će završiti."

## Vanjske poveznice
- "All the Best Cowboys Have Daddy Issues" na ABC-u